# UFC Fight Night: Te Huna vs. Marquardt
UFC Fight Night: Te Huna vs. Marquardt（ユーエフシー・ファイトナイト：テフナ・バーサス・マーコート、別名UFC Fight Night 43）は、アメリカ合衆国の総合格闘技団体「UFC」の大会の一つ。2014年6月28日、ニュージーランド・オークランドのベクター・アリーナで開催された。

## 大会概要
UFC初のニュージーランド開催となった本大会ではジェームス・テフナとネイサン・マーコートによるミドル級ワンマッチが組まれた。
Jungle Fightウェルター級王者ホドリゴ・ジ・リマ、Australian FCライト級王者ダン・フッカー、キャリア9戦全勝のデション・ジョンソン、6戦全勝のジェイク・マシューズがUFCデビュー。

### カード変更
負傷などによるカードの変更は以下の通り。
- アンソニー・ペロシュ → ショーン・オコーネル（第1試合）

- クラウディオ・シウバ → ホドリゴ・ジ・リマ（第3試合）

- ジョン・デロス・レイエス → ロルダン・サンチャーン（第5試合）

## 試合結果

### プレリミナリーカード
第1試合 ライトヘビー級ワンマッチ 5分3R
○  ジャン・ヴィランテ vs.  ショーン・オコーネル ×
3R終了 判定2-1（29-28、28-29、29-28）
第2試合 フェザー級ワンマッチ 5分3R
○  ダン・フッカー vs.  イアン・エントウィッスル ×
1R 3:34 TKO（グラウンドの肘打ち）
第3試合 ウェルター級ワンマッチ 5分3R
○  ニール・マグニー vs.  ホドリゴ・ジ・リマ ×
2R 2:32 KO（右ストレート→パウンド）
第4試合 ウェルター級ワンマッチ 5分3R
○  ヴィク・グルジック vs.  クリス・インディチ ×
1R 4:55 TKO（スタンドパンチ連打）
第5試合 フライ級ワンマッチ 5分3R
○  リチー・ヴァキュリク vs.  ロルダン・サンチャーン ×
3R終了 判定3-0（30-27、29-28、29-28）
第6試合 ライト級ワンマッチ 5分3R
○  ジェイク・マシューズ vs.  デション・ジョンソン ×
3R 3:16 三角絞め

### メインカード
第7試合 ウェルター級ワンマッチ 5分3R
○  ロバート・ウィテカー vs.  マイク・ローデス ×
3R終了 判定3-0（30-27、30-27、30-27）
第8試合 フェザー級ワンマッチ 5分3R
○  チャールズ・オリベイラ vs.  日沖発 ×
2R 4:32 モディファイド・アナコンダ
第9試合 ヘビー級ワンマッチ 5分3R
○  ジャレッド・ロショルト vs.  ソア・パラレイ ×
3R終了 判定3-0（30-27、30-27、30-27）
第10試合 ミドル級ワンマッチ 5分5R
○  ネイサン・マーコート vs.  ジェームス・テフナ ×
1R 4:34 腕ひしぎ十字固め

### 各賞
ファイト・オブ・ザ・ナイト： ジャン・ヴィランテ vs. ショーン・オコーネル
パフォーマンス・オブ・ザ・ナイト： ネイサン・マーコート、チャールズ・オリベイラ
各選手にはボーナスとして5万ドルが支給された。